# خالد جزاع
خالد جزاع الملقب باسم جدووه ممثل أردني، يعد من أبرز الفنانين الرواد، تركت أعماله بصمة في تأريخ الدراما الأردنية، مثل الأردن في مهرجانات دولية في الفلكلور الشعبي، مثل في أكثر من 80 مسلسلا بدويا وتاريخيا وقرويا.

## أعماله
- عين الهقاوي
- بيارق العربا
- عيون عليا
- رأس غليص
- خيمة على الطريق
- نمر بن عدوان
- الختم والخاتم
- عيال مشهور
- النخوة
- الرمضاء والنار
- راعي الجود
- الوشم
- أحزان سبهان
- الوهم والحقيقة